# 8935 Беккарія
8935 Беккарія (8935 Beccaria) — астероїд головного поясу, відкритий 11 січня 1997 року.
Тіссеранів параметр щодо Юпітера — 3,624.